# Johann Martin Anwander
Johann Martin Anwander (* 2. September 1740 in Hindelang; † 26. November 1798 ebenda) war ein österreichischer Orgelbauer.

## Leben
Johann Martin Anwander war Sohn eines Tischlers. Sein Sohn Martin Anwander wurde ebenfalls Orgelbauer.

## Werkliste
| Jahr      | Ort                | Gebäude                      | Bild | Manuale | Register | Bemerkungen                                                              |
| --------- | ------------------ | ---------------------------- | ---- | ------- | -------- | ------------------------------------------------------------------------ |
| 1782      | Viktorsberg        | Pfarrkirche                  |      |         |          | nicht erhalten, seit 1895 Orgel von Anton Behmann                        |
| 1790      | Vils (Tirol)       | Stadtpfarrkirche             |      |         |          | Gehäuse des Brüstungspositivs erhalten, Orgel aus 1907 von Josef Behmann |
| ca. 1790  | Grän               | Pfarrkirche                  |      |         |          | Orgel aus 1995 von Christian Erler, Schlitters                           |
| 1791      | Warth (Vorarlberg) | Pfarrkirche Warth am Arlberg |      |         |          | Orgel aus 1976 von Rieger Orgelbau                                       |
| 1792      | Oberstaufen        | St. Peter und Paul           |      |         |          | nicht erhalten, seit 1919/1920 Orgel von Gebrüder Hindelang/Ebenhofen    |
| 1794      | Schröcken          | Pfarrkirche                  |      |         |          | nicht erhalten, Orgel aus 1867 von Franz Weber (Orgelbauer)              |
| 1794–1795 | Stockach           | Pfarrkirche Stockach         |      |         |          | nicht erhalten                                                           |
| 1798      | Lech am Arlberg    | Alte Pfarrkirche             |      |         |          | nicht erhalten, seit 1891 Orgel von Anton Behmann                        |